# Hypericum pulogense
Hypericum pulogense är en johannesörtsväxtart som beskrevs av Merrill. Hypericum pulogense ingår i släktet johannesörter, och familjen johannesörtsväxter. Inga underarter finns listade i Catalogue of Life.